# Wiek (dziennik)
Wiek – warszawska gazeta polityczna, literacka i społeczna. Wychodziła od 1873 do 1906 roku. 
Pierwszym redaktorem naczelnym  był Fryderyk Henryk Lewestam, od 1875 stanowisko przejął Kazimierz Zalewski. W roku 1901 gazeta zmieniła nazwę na „Wiek ilustrowany polityczny, literacki i społeczny”, a od 1905  ukazywała się jako „Kurier Narodowy”. W 1906 zaprzestano wydawania czasopisma.
W drukarni dziennika, działającej w domach 59 i 61 przy ulice Nowy Świat w latach 1880–1902 zostały drukowane 15 tomów geograficznego słownika encyklopedycznego „Słownik geograficzny Królestwa Polskiego”.